# 전자 인증
전자 인증(電子認證)은 정보 시스템으로 전기적으로 제공되는 사용자의 신원을 확인하여 신뢰를 확립하는 과정이다. 전자 인증은 이러한 과정이 네트워크 상의 개인에 대한 원격 인증을 제공할 때 전자 정부와 상업 단체의 목적을 위한 기술적 과제를 제시한다.